# Kanagamakalapalli, Srinivaspur
Kanagamakalapalli là một làng thuộc tehsil Srinivaspur, huyện Kolar, bang Karnataka, Ấn Độ.